# یودووونو
یودووونو (به لاتین: Jodłowno) یک روستا در لهستان است که در گمینا پژویز واقع شده است. یودووونو ۲۶۲ نفر جمعیت دارد.